# 子安神社 (習志野市)
子安神社（こやすじんじゃ）は、千葉県習志野市藤崎にある神社である。旧社格は村社。

## 祭神
- 須佐之男命
- 希稲田姫命

## 由緒
旧藤崎村の産土神で、治承4年（1180年）4月の創建と伝えられる。昭和56年（1981年）9月18日に拝殿焼失、同58年（1983年）4月拝殿再建。

## 境内

### 摂末社
- 稲荷神社
- 御嶽神社
- 子安神社
- 出羽三山碑

## 祭事
- 例祭（10月19日）

## 交通アクセス
- 京成本線京成津田沼駅より徒歩約17分（1.2km）
- 京成松戸線新津田沼駅より徒歩約13分（1.0km）